# Dipsacus narcisseanus
Espèce
Statut de conservation UICN

 VU B1ab(iii)+2ab(iii) : Vulnérable
Dipsacus narcisseanus  est une espèce de plantes du genre Dipsacus  de la famille des Caprifoliaceae.

## Description
Plante vivace trouvée sur les rives et les falaises ou sur les bords des falaises, dans les broussailles ou les prairies près de la forêt ; enregistré de 1 500 à 2 800 m d'altitude. Cette espèce a déjà été évaluée comme Vulnérable selon le critère D2 dans Cheek et al. (2000) mais a été réévalué comme étant en voie de disparition dans Onana et Cheek (2011) parce que des menaces directes ont été identifiées. 
L'espèce est connue de deux grandes régions qui comprennent six à sept sites. Il a une petite zone d'occupation minimale de 32 km2 qui ne dépasserait pas le seuil de 2 000 km2 car la zone d'occurrence n'est que de 890 km2. Il y a un déclin continu de l'étendue et de la qualité de l'habitat en raison des impacts du bétail. L'espèce est si rare et localisée où il se produit que tout petit changement dans l'utilisation des terres ou le développement pourrait facilement avoir un impact sur cette espèce.
Pour l'UICN,  cette espèce est vulnérable

## Répartition
Le genre Dipsacus compte environ 15 espèces, une partie se trouve en Eurasie, dont huit en Europe . Le reste se trouve au montagne tropicale d’Afrique. L’espèce Dipsacus narcisseassus est endémique du Cameroun. On la retrouve dans la région de l'Ouest sur les monts Bamboutos, et la région du Nord-Ouest sur les hautes terres de Bamenda à Kilum-Ijim.